# Condition des femmes au Guyana
Les femmes au Guyana sont un métissage d'origines asiatiques, africaines et autochtones. La colonisation et l'impérialisme britanniques ont contribué au sexisme à l'égard des femmes guyaniennes au sein du foyer, en politique et dans l'éducation.

## Aperçu
Le Guyana est géographiquement situé en Amérique du Sud, mais il est culturellement et historiquement plus proche des Caraïbes du Commonwealth. Il est souvent comparé à Trinité-et-Tobago.

### Données démographiques
Dans ce pays, les femmes sont surtout d'origines indo-guyanienne (en), afro-guyanienne (en) et amérindienne. Le Guyana a également accueilli des Européennes (principalement d'origine portugaise) et des Chinoises. L'émigration indienne vers les Indes Occidentales (britanniques) s'est majoritairement concentrée au Guyana (43,5 %).

### Rôles dans la société
De nombreuses Guyaniennes vivant en milieu urbain sont soutiens et chefs de famille, en particulier dans les familles de la classe ouvrière. En 1966, après l'indépendance du Guyana, les femmes ont dû trouver un emploi stable pour gagner aussi une partie des revenus du ménage. L'instabilité de l'économie guyanienne après l'indépendance a entraîné une augmentation des mariages et des conflits générationnels.
Les femmes Obeah sont des dirigeantes de la religion populaire.
Une femme a été Présidente de la république coopérative du Guyana : Janet Jagan, du 19 décembre 1997 au 11 août 1999.

## Ethnologie

### Stéréotypes et dynamique des ménages
Les différences raciales entre les Indo-Guyaniens (en) et les Afro-Guyaniens (en) ont souvent défini les rôles des femmes dans la société du pays.

#### Indo-Guyaniennes
Les premiers documents sur les femmes issues d'Asie-du-Sud (dont grand pourcentage provenait d'Inde) affirment qu'elles ont été amenées au Guyana comme esclaves agricoles pour y soutenir l'économie de l'Empire britannique. Ces documents définissaient un « autre barbare » qui brouillait parfois l'identité des sujets non-européens de l'empire. Les documents officiels de l'époque coloniale suggéraient souvent des réputations de « femmes libidineuses et immorales » ou de femmes victimes.

#### Afro-Guyaniennes
Les premières études sur le genre dans les Caraïbes définissaient les ménages en termes de « famille nucléaire euro-américaine », et l'hypothèse que la domesticité des femmes était un rôle secondaire ignorait tout rôle qu'elles eurent pu avoir en dehors de la famille. Les foyers afro-caribéens dirigés par des femmes étaient présentés comme « déviants, désintégrés, dénudés et incomplets », stéréotypés comme étant dirigés par une « femme forte et indépendante et son opposé, l'homme afro-caribéen marginal » (par opposition à la « femme au foyer soumise » indo-caribéenne.)

### Résultats de recherche
Au cours des années 1970 et 1980, le « Women in the Caribbean Project (WICP) » (« Projet Femmes dans les Caraïbes ») a étudié les femmes à la lumière de la recherche féministe. Dans les années 1990, la recherche est passée de la création de visibilité à un « cadre explicatif des relations de genre. »
Un inconvénient majeur de la recherche est qu'elle se concentre presque exclusivement sur les femmes à faible revenu, ce qui a conduit à des stéréotypes et à des conclusions qui ne représentent pas l'ensemble des femmes caribéennes,. Bien que certains progrès aient été réalisés en matière de droits des femmes en 2019, « seuls 24,5 % des indicateurs nécessaires au suivi des ODD dans une perspective de genre sont disponibles ». Cela provoque des lacunes de connaissance (en) d'informations essentielles à la réalisation d'objectifs genrés.

## Histoire
La présence féminine et la démographie diffèrent au cours des grandes périodes de l'histoire du Guyana. L’origine de la diversité guyanienne est la création coloniale européenne d’une « classe sociale stratifiée et codée par couleur ». Le rôle des femmes dans une société de plantation reflétait leur identité raciale et leur perception de « gardiennes de la culture ».

### Sous l'empire colonial
Au début de la colonisation, très peu de femmes d'origine européenne ont immigré vers ce qu'on appelait alors les Guyanes ; le système de plantation attirait des femmes et des hommes d’Afrique comme esclaves. Très peu d'aménagements ont été faits pour les femmes enceintes ou allaitantes dans leurs heures de travail ou de punition. Les unions inévitables résultant de cette disparité entre les sexes étaient considérées comme des perversions, même si peu de mesures ont été prises pour lutter contre le viol ou la violence sexuelle contre les femmes (qui bénéficiaient pourtant de droits égaux à ceux de leurs maîtres coloniaux blancs.) Cela a conduit à la stratification raciale de la société, avec des termes, basés sur l'apparence tels que mulâtre, terceron ou quarteron, qui définissaient les individus. Les femmes anglaises étaient considérées comme « raffinées et vertueuses », une panacée aux maux sociaux de la colonie.

#### Émancipation
Les Afro-Guyaniens libres ou émancipés ont cherché à éviter le système de plantation en créant leurs propres villages et en mettant leur argent en commun pour acheter des terres à des fins agricoles. Ce mouvement villageois était considéré comme une menace pour les plantations sucrières qui avaient encore besoin de main-d'œuvre. Le gouvernement colonial promulgua alors des lois qui empêchaient l'achat de terres. Privés de moyens de subsistance, les Afro-Guyaniens se sont installés dans l'arrière-pays comme prospécteurs d'or ou de diamant ou dans les zones urbaines pour y trouver du travail.

#### Identité
Les Afro-Guyaniens émancipés cherchaient à s'identifier à autre chose que le travail des plantations. Les plantations sucrières remplissaient leurs quotas de main-d’œuvre avec des serviteurs sous contrat venus d'Inde et, dans une moindre mesure, de Chine et du Portugal. La première vague de serviteurs sous contrat en provenance d'Inde est arrivée en 1845.
Les recruteurs gagnaient des primes plus élevées en engageant des femmes, de sorte que la tromperie et « l'exploitation sexuelle des femmes célibataires n'étaient pas rares ». Même si les femmes venaient d'horizons très divers, certaines religions ou hiérarchies ont rendu leur migration « plus facile que d'autres. »
Les femmes des castes inférieures étaient des cibles faciles pour le recrutement car les castes supérieures avaient la possibilité de se protéger en limitant la mobilité de leurs femmes. Les pratiques de caste et les règles patriarcales étaient facilement perturbées par les difficultés économiques, conduisant à une vulnérabilité ; les famines ont conduit à des taux d'engagement plus élevés. Le tabou du kala pani était associé à l’impureté et corrélé à la sanction pénale.
« Les régions du Bihar, de l'est de l'Uttar Pradesh et de la vallée du Kaveri au sud, étaient connues pour leur culture intensive, leur forte densité de population et leur société rigide et stratifiée » ; la main-d'œuvre a été prise dans ces régions pour travailler dans les zones sous-utilisées de l'Inde et à l'étranger. Environ 92% de la main-d'œuvre féminine entre les années 1876 et 1892 provenaient des régions du Bihar, des provinces du Nord-Ouest et de l'Awadh, et près de 85 pour cent du total des immigrantes entre 1908 et 1917 provenaient des Provinces-Unies et d'Agra.
Entre les années 1840 et 1880, la majorité des femmes recrutées pour les plantations étaient célibataires ou voyageaient avec des enfants. Les femmes mariées représentaient un pourcentage plus faible, allant de 25,57 à 35,98 % de la population féminine totale émigrant d'Inde vers les Antilles entre 1845 et 1886. Le déplacement d'Inde vers les colonies a affecté les normes de genre, les femmes entrant dans le centre de recrutement.
Selon Patricia Mohammed, « les hommes et les femmes qui ont choisi de quitter l'Inde ont négocié d'autres relations relations de genre que celles qu'ils auraient eues s'ils étaient restés en Inde. » Le voyage de plusieurs mois d'Inde vers les colonies des Caraïbes a favorisé le rapprochement d'hommes et de femmes pour former des familles (« jahaji »), à l'instar de l'expérience des Afro-Guyaniens sur les navires négriers.        
Les règles de séparation des hommes et des femmes n'étaient pas respectées. Le voyage vers les Antilles était coûteux et le taux de mortalité des femmes, élevé pendant la mousson, a conduit à l'adoption de la loi VII de 1871 sur l'émigration indienne (Indian Emigration Act VII of 1871, : 105). Elle imposait des quotas inférieurs pour les femmes durant ces mois-là.
Cette règle a été abolie en 1879 après avoir été critiquée sous prétexte qu'elle interférait avec le « confort matériel » des maris et qu'elle donnait la priorité au rôle des femmes en tant qu'épouses plutôt qu'à leur travail. Dans les années 1880, il était considéré bénéfique d'encourager stabilité pour prévenir les troubles sociaux considérés comme un symptôme de déséquilibre entre les genres. Au cours des cinq années suivantes, le pourcentage de travailleuses a augmenté pour s'établir à environ 74 %.[pas clair] De 1876 à 1892, les femmes représentaient 46,3 % de la main-d'œuvre totale.
Selon des sources coloniales, les Indiennes étaient soit « des veuves soumises fuyant une société répressive et liées à la tradition pour les espaces libres dans les plantations à l'étranger »soit celles qui se livraient à un « comportement sexuel déloyal et immoral. » Les décideurs politiques anglais de l'époque victorienne cherchaient à envoyer des femmes qui seraient de « bonnes épouses et mères », encourageant l'harmonie sociale considérée comme essentielle pour les travailleurs productifs.
L'Ordonnance 16 de 1894 a réduit la durée de l'engagement de cinq à trois ans pour attirer les familles et les femmes de caste supérieure. L'introduction des Indiennes a eu un effet polarisant sur les relations entre Afro- et Indo-Guyaniens, favorisant la création immédiate de familles au détriment du brassage social.
Le déséquilibre entre les genres a également eu des conséquences pour les femmes qui entretenaient des relations en dehors de la classe des travailleurs masculins indiens. Le métissage des Européens et des Indiens était considéré comme une menace pour la virilité de la main-d’œuvre. En plus des injustices inhérentes au système de plantation, « la plupart estimaient qu'ils ne pouvaient pas faire grand-chose pour "protéger leurs femmes" contre les étrangers ». Même si le ratio entre les genres semble impliquer que les femmes pouvaient choisir leur partenaire, il s'agissait d'un « choix souvent abrogé par le contrôle et la violence ».
Comme de nombreux mariages n’étaient pas reconnus, la violence était un moyen courant de contrôler les femmes. Au cours de la seconde moitié du XIXe siècle, 87 femmes auraient été tuées dans les plantations, dans de nombreux cas brutalement « hachées » avec des outils agricoles. Le meurtre d'une épouse par son mari s'ensuivait fréquemment du suicide.
Les féminicides au cours de cette période n'étaient examinés que lorsqu'ils provoquaient des troubles sociaux (perturbaient la main-d'œuvre des plantations), et les plaintes des femmes étaient rejetées comme résultant de leur « moralité légère. » La grossesse mettait les femmes dans une position vulnérable, les obligeant à rompre leur contrat de travail ; les dispositions légales étaient souvent ignorées par la direction des plantations. Les femmes étaient confrontées à « une triple exploitation de classe sociale, d'origine ethnique et de genre... donnant lieu à des tensions entre des patriarcats concurrents bien qu'inégaux — le blanc hégémonisant, l'indien subordonné et parfois, quoique très rarement, l'afro-caribéen — ».
La production de sucre exigeait beaucoup de main-d'œuvre; les propriétaires fonciers n’ont pas fait grand-chose pour développer des technologies permettant d’améliorer la production, plaçant l’industrie dans une position vulnérable face à la concurrence mondiale. L'ordonnance sur l'immigration no 18 de 1891 a fixé un salaire minimum pour les travailleurs pendant une dépression dans l'industrie sucrière, fixant un salaire inférieur pour les travailleurs « non valides » (ce qui s'adressait souvent aux femmes).
Contrairement Afro-Guyaniens, qui ont migré principalement vers les zones urbaines après leur émancipation, les Indo-Guyaniens ont maintenu des liens avec l'agriculture après la fin de leur contrat. En 1917, lorsque le système d'engagement fut aboli, presque tous les Indo-Guyaniens vivaient dans des plantations sucrières (ou y vivaient) ; en 1939, les femmes représentaient 31.49 % du total des travailleurs agricoles indiens. Ils restaient cependant au niveau de compétence le plus bas et étaient rarement « chauffeurs, surveillants ou gestionnaires ».
D'autres tâches domestiques, comme la préparation des repas et la garde des enfants, étaient également attendues d'elles. Les rôles des femmes autrefois sous contrat se concentraient sur « l'économie domestique, à savoir l'auto-approvisionnement, la production paysanne et agricole excédentaire et la formation de familles ». Les femmes ont occupé des emplois supplémentaires, tels que commerçantes ou vendeuses de plats indiens traditionnels (qui constituent encore une partie importante de la cuisine guyanienne en général).
La propriété foncière, généralement un droit légal des femmes, était typiquement exercée par le conjoint. La famille élargie (avec les enfants) était cruciale pour lever des capitaux pour la terre et réunir une main d'œuvre, avec un « certain degré de pouvoir » accordé au chef de famille, l'homme. À la fin du XIXe siècle, « le contrôle de l'utilisation et de l'abus de la force de travail par une femme était transféré à l’autorité masculine ».
Des modèles patriarcaux informels ont pris forme, avec des fils recevant une éducation et des filles responsables des tâches ménagères jusqu'à un mariage, jeune. La reconstruction des valeurs hindoues ou musulmanes entre en conflit avec celles des missionnaires chrétiens qui cherchaient à « civiliser » la population guyanienne. La résistance précoce des Indo-Guyaniens à l'éducation était due à des valeurs culturelles contradictoires et à la nécessité du travail des enfants, avec un combat accru contre l'éducation des jeunes filles.
L'opinion coloniale opposait les Afro-Guyaniennes aux Indiennes, expliquant leur comportement dans le contexte de l'identité raciale plutôt qu'en réaction à la stratification du système de plantation. Reconnaître que les deux groupes de femmes réagissaient de la même manière à leur situation aurait miné la valeur de l'engagement en tant qu'institution et aurait unifié les groupes.
Un comportement socialement acceptable était attribué à l'engagement en tant que « force civilisatrice » pour les Indiennes ; les anciennes esclaves étaient considérées comme paresseuse et apathiques en l'absence de la discipline offerte par la servilité. Les stéréotypes qui en ont résulté, à savoir l'Indo-Guyanienne au foyer et l'Afro-Guyanienne indépendante, sont devenus des « essences culturelles immuables » d'auto-identification.
Le pourcentage de femmes dans la population active guyanienne a culminé à 44 % vers 1910, pour décroître jusque dans les années 1970. C'était dû en grande partie à la priorité accordée au travail domestique par rapport aux autres activités économiques et à la façon dont les emplois secondaires étaient perçus par des enquêteurs étrangers.

### Sous la République coopérative de Forbes Burnham
Les discours politiques ont commencé à unir, dans les années 1950, différents groupes ethniques autour d'une cause centrée sur le travail, mais les divisions ethniques ont été renforcées sous le règne du Congrès national du peuple. Les victoires ultérieures du Parti populaire progressiste ont également été fondées sur des divisions raciales. Pendant l'effondrement économique des années 1970, les femmes ont fait du commerce de contrebande sur le marché noir ou ont quitté les conflits économiques et politiques pour des opportunités à l'étranger.

#### Dynamique des ménages
Dans les déplacements de l'histoire, La différence modifie la « structure familiale et domestique en fonction de l'ethnicité ». La relation entre mariage et maternité est impactée par l'émigration et l'esclavage dans les plantations.
L'esclavage a détruit la structure familiale africaine, non seulement par la séparation de la famille restée en Afrique, mais aussi par la vente d'individus et de sa descendance sur toutes les générations comme esclaves. Les Afro-Caribéennes ont tendance à afficher leur présence féminine en dominant leur foyer. Ainsi, la maternité et le mariage ne sont pas une relation de cause à effet dans la plupart des foyers afro-caribéens avec la mise en œuvre des visites de courtoisie ou de la dynamique des relations « d'amitié ».
En 1992, des études ont montré que seulement 40 % des Afro-Guyaniennes vivaient avec des hommes de leur ethnie, contre 58 % des Indo-Guyaniennes.
Pour celles qui sont arrivées en Guyane britannique en provenance d'Inde, la séparation de la famille élargie (l'unité sociale de référence en Inde) a également eu un impact sur la structure familiale. La famille indienne typique (prévalente en Afrique de l'Est et aux Fidji) suivait une « famille élargie classique », un foyer rassemblant de plusieurs générations. Cependant, le système de castes des plantations a détruit l'unité familiale unie. Le recrutement de domestiques sous contrat a donné la priorité aux travailleurs qualifiés (en bonne santé et jeunes) au détriment de ceux qui subviennent aux besoins de la famille. De plus, le manque de « femmes célibataires éligibles » a encore réduit la capacité de créer de nouvelles familles prospères.

#### Ménages dirigés par des femmes
Les facteurs qui augmentent le nombre de ménages dirigés par des femmes sont : 
1. le veuvage
2. la migration ou la fuite de l'homme
3. l'initiative sociale de la femme

Ces facteurs peuvent avoir un impact sur les deux ethnies [Afro-Guyaniennes et Indo-Guyaniennes]

### Depuis les années 1980
Le rapport sur le développement humain de 1995 a classé le Guyana « assez haut dans ses indicateurs liés au genre. » Les femmes avaient le contrôle et l'autonomie aux niveaux du ménage et de la communauté, mais avaient un accès limité aux ressources économiques de niveaux supérieurs, accessibles plutôt aux hommes. Les femmes sont plus nombreuses que les hommes dans les secteurs des services de santé et de protection sociale, mais les hommes travaillent dans des domaines qui ont un impact direct sur le PIB du pays ; la maternité est toujours considérée comme l'incarnation de la féminité.
Les emplois du secteur public étaient répartis selon des critères ethniques, favorisant les Afro-Guyaniennes. Lorsque le PPP, à orientation indo-guyanienne, a remporté l'élection présidentielle de 1992 (en), le parti n'a pas attiré les Indo-Guyaniennes vers les emplois du secteur public. Les bas salaires, l'insécurité de l'emploi et le manque d'avantages sociaux ont caractérisé la main-d'œuvre féminine en 2001. Les Amérindiennes sont particulièrement défavorisées, les opportunités économiques et éducatives étant localisées sur la côte (loin des colonies amérindiennes de l'arrière-pays). La plupart des Amérindiennes étaient des travailleuses indépendantes dans le secteur agricole.

## Considérations juridiques et politiques
En 1946, Janet Jagan et Winifred Gaskin (en) fondèrent l'Organisation politique et économique des femmes. Peu de temps après, Jagan et son mari formèrent le Parti populaire progressiste. La scission qui s'ensuivit et la formation du Congrès national du peuple générèrent un environnement politique bipartite fortement racial.
Bien que les deux partis étaient d'idéologie socialiste, la participation des femmes à la vie politique n'a pas augmenté comme dans d'autres pays socialistes.
Bien que les femmes aient le droit de vote depuis 1953, elles continuaient d'être sous-représentées dans la sphère politique. L'article 29 de la constitution de 1980 incarnait l'égalité des genres. Le Guyana a pourtant signé la Convention sur l'élimination de toutes les formes de discrimination à l'égard des femmes de 1980 et la Convention relative aux droits de l'enfant de 1989. Il a aussi ratifié l'amendement sur l'égalité des droits en 1990. La reconnaissance légale des mariages de fait garantit l'héritage des biens par les veuves et les enfants issus de ces unions. La secrétaire parlementaire du ministère de la Santé, de la Protection sociale et du Logement, Agnes Bend-Kirtin-Holder a pu récupérer des droits de propriété (y compris des logements) qu'elle avait perdus de mariages précédents. Çà l'a « déterminé à faire changer le statut juridique des femmes. »
Un quota législatif a été instauré en 2000, lorsque l'Assemblée nationale a approuvé la loi no 15 portant modification des lois électorales. Cette loi a imposé « un minimum d'un tiers de candidates inscrites sur chaque liste électorale. » Bien que la représentation se soit améliorée, les gains notables restent difficiles à engranger.

## Considérations contemporaines
Les faiblesses des infrastructures au Guyana pèsent lourdement sur les femmes les plus pauvres. Les services tels que l'eau et l'électricité sont intermittents et ont un impact direct sur leurs revenus. Les soins de santé et l'éducation se sont détériorés depuis les années 1980. La malnutrition est répandue chez les Amérindiennes et le pourcentage de nourrissons amérindiens présentant un faible poids à la naissance est deux fois supérieur à la moyenne nationale.
La vie de famille est façonnée par l'émigration. La « famille transnationale » fournit des rémitances sur lesquelles les familles guyaniennes en sont venues à compter. L'émigration de familles creuse les différences culturelles en s'éloignant d'un Guyana « arriéré et primitif ». De plus en plus d'Indo-Guyaniennes ont différé leur mariage depuis les années 1970, souvent pour améliorer leurs chances d'émigrer grâce à un parrainage ou à un mariage arrangé à l'étranger. Les Amérindiennes ont tendance à émigrer au Brésil.
L'idéologie de genre, au Guyana, est comparable à l'idéal anglo-protestant selon lequel les hommes sont les soutiens de famille et les femmes les soignantes. Cette idéal a été établi pendant la période coloniale et se retrouve dans toutes les Caraïbes. La politique gouvernementale s'est concentrée sur les femmes dans la sphère familiale et leur domaine de décision a été liée au bien-être plutôt qu'au développement. Le féminisme était également considéré comme antithétique au socialisme : un sujet source de division qui a été largement écarté. L'égalité des genres est fragmentée par l'appartenance ethnique et les groupes de femmes sont souvent affiliés à des organisations politiques ou religieuses. Le fait d'être lié aux deux principales factions politiques a entravé les tentatives de création de groupes unifiés de femmes. Les lois de légalisation de l'avortement et d'interdiction de la violence domestique (respectivement en 1995 et 1996) ont reçu le soutien de tous les groupes de femmes mais n'ont pas fait grand-chose pour permettre d'accéder à des avortements sains ni à des recours légaux contre la violence.

### Organisations
- Caribbean Women's Association (CARIWA) - Fondée par Viola Burnham en 1970, une branche du Congrès national du peuple[49]
- Red Thread Women's Development Organisation[50] - Fondée par des membres de l'Alliance populaire du Travail (en)[51]
- Women's Progressive Organization - Branche féminine du Parti populaire progressiste

### Violences faites aux femmes
Cinquante-cinq pour cent des personnes interrogées à l'occasion d'une enquête commanditée par les Nations Unies ont déclaré avoir subi des violences conjugales (un taux nettement supérieur à la moyenne mondiale) et 38 % ont subi des violences physiques ou sexuelles. Plus d’une personne sur dix a subi des violences physiques ou sexuelles de la part d’un partenaire masculin dans les 12 mois précédant l'enquête. Bien qu'il existe une « croyance persistante » selon laquelle les Indo-Guyaniennes sont soumises à un plus grand taux de violence (vu la croyance culturelle selon laquelle les Indo-Guyanais sont plus autoritaires), les résultats de l'enquête indiquent statistiquement peu de différences entre les groupes ethniques.
L'infériorité des femmes était facilitée par la violence masculine et le manque de représentation des femmes dans le secteur public. Les femmes n'étaient pas considérées comme les soutiens de famille, ce qui limitait encore davantage leur autonomie sexuelle et leur pouvoir économique. Toute dépendance manifeste envers les hommes conduisait à une violence extrême.
Dans les plantations, des femmes auraient été assassinées entre 1859 et 1907.

### Condition des handicapées
Des organisations non gouvernementales parrainent des projets visant à favoriser l'emploi des femmes handicapées au Guyana, mais ils sont généralement de courte durée et ne permettent pas d'assurer un emploi durable. Le Bureau national des Statistiques et les organisations de femmes manquent de données.

### Sexualité
La sexualité des femmes, définie par l'éducation hétérosexuelle des enfants, est par ailleurs invisible. Les stéréotypes selon lesquels les  lesbiennes butch sont agressives et violentes, ainsi que la visibilité de ces femmes, les mettent en danger car elles sont perçues comme une menace pour l'hégémonie masculine. Les lesbiennes fem et les femmes cisgenres de toute orientation ou identité sexuelle, qui sont établies dans une communauté et ont des enfants de mariages précédents, rencontrent moins d'hostilité.
Par contre, l'homosexualité masculine est criminalisée et les tentatives de légiférer sur l'égalité d'orientation sexuelle ont été contrecarrées par les groupes religieux.

### Prostitution
Le Secrétariat du Programme national de lutte contre le SIDA du Guyana a lancé le « Georgetown SW project » en 1996 pour développer la sensibilisation aux services de santé (y compris le dépistage du VIH) et un réseau de distribution de préservatifs. Quinze travailleuses du sexe ont été formées à la sensibilisation, à la distribution de préservatifs, à l'éducation des autres travailleuses du sexe sur le VIH et autres IST, à la pose de préservatifs, à d'autres techniques de protection des rapports sexuels, ainsi qu'à l'orientation vers les services de santé.
Des enquêtes menées auprès de travailleuses du sexe à Georgetown ont révélé des taux élevés de VIH : 25 % en 1993, 46 % en 1997 et 30,6 % en 2006. Les femmes amérindiennes constituent un nombre disproportionné de travailleuses du sexe en Guyane ; dans l'arrière-pays, la prostitution est souvent corrélée à L'exploitation minière qui emploie des hommes provenant des zones côtières

### En politique
- Janet Jagan a été
  - la première premier ministre, de mars à décembre 1997[57]
  - la première vice-présidente de la République, aussi de mars à décembre 1997[57]
  - la première Présidente de la République, de décembre 1997 à août 1999[57]
  - la première chef des armées, pendant son mandat de présidente[57]
  - ministre du Travail, de la Santé et du Logement (1957-1961)[57]
  - ministre de l'Intérieur (1963-1964)[57].

Ont aussi eu un portefeuille ministériel :
- Viola Burnham : Vice-présidente, vice-première ministre chargée de l'Éducation, du Développement social et de la Culture (1985-1991)[58]
- Pauline Campbell-Sukhai (en), ministre des Affaires amérindiennes (depuis 2020)[59],[60]
- Winifred Gaskin (en), ministre de l'Éducation, de la Jeunesse, des Relations raciales et du Développement communautaire (1963-1974)[réf. souhaitée]
- Dawn Hastings-Williams (en)
  - Ministre des Collectivités (2015-2017)[61],
  - Ministre des Affaires publiques (2017-2019)[61],
  - Ministre d'État (2019-2020)[61].
- Priya Manickchand (en) : ministre de l'Éducation (depuis 2020)[59],[60]
- Sonia Parag (en):
  - ministre de la Fonction publique en 2020[59],[réf. souhaitée]
  - ministre du gouvernement local et du développement régional (depuis 2020)[réf. souhaitée],[60]
- Vindhya Persaud (en) : Ministre des Services à la personne et de la Sécurité sociale (depuis 2020)[59],[60]
- Carolyn Rodrigues : 
  - ministre des Affaires étrangères (2008-2015)[62]
  - ministre des Affaires amérindiennes (2001-2008)[62]
- Susan Rodrigues (en) : ministre du Logement et de l'Eau (depuis 2020)[59],[60]
- Gail Teixeira (en) : ministre des affaires parlementaires et de la gouvernance (depuis 2020)[59],[60]
- Oneidge Walrond (en) : ministre du tourisme, de l'Industrie et du Commerce (depuis 2020)[59],[60]

### Dans l'Éducation
Les autorités britanniques et les propriétaires de plantations décourageaient l'éducation des enfants des Indes orientales, de peur que les individus instruits ne s'évadent ou ne se révoltent. La loi sur l’éducation obligatoire de 1876 excluait les enfants des Indes orientales.
Les serviteurs indiens sous contrat n’étaient ni qualifiés ni instruits, ce qui les rendait strictement qualifiés pour le travail agricole au Guyana. Sans éducation formelle, les Indiennes orientales ont réussi dans le commerce du lait et le jardinage. Les femmes représentaient « 77 % des vendeurs de lait indiens de l'Est en 1891 », avec une diminution de ce pourcentage au cours des deux décennies suivantes. Malgré la mise en œuvre ultérieure de l'éducation occidentale dans les tactiques d'assimilation, les Indiens de l'Est sont restés largement sans éducation. Les écoles étaient dispensaient les cours en anglais mais la plupart des enfants indiens de l'Est parlaient toujours dans leur langue maternelle indienne. Une éducation formelle était pourtant requise pour exercer des carrières urbaines en dehors du commerce du lait et du jardinage.
Des recherches de 1946 ont établi une différence de 41,3 % dans les taux d'alphabétisation entre les populations indo- et afro-guyanaises. Le taux d'alphabétisation en anglais des Indiens de l'Est (âgés de plus de dix ans) était de 56 %, contre 97,3 % pour les communautés afro-guyanaises.
Les étudiantes guyanaises ont surpassé leurs homologues masculins aux examens régionaux, et plus de femmes que d'hommes fréquentent les universités pour faire progresser leur carrière.

### Vie professionnelle
L'assimilation occidentale a influencé les trajectoires de prospérité socio-économique au sein des communautés guyanniennees. Apprendre à lire et à écrire en anglais est un prérequis pour l'emploi urbain ; l'éducation formelle est une exigence.
L'exploitation et la résistance dans les plantations ont fait des Afro-Caribéennes des figures dominantes dans le monde du travail rémunéré. Les Afro-Caribéennes sont dominantes dans les domaines urbains.

## Sources
- (en) Cet article est partiellement ou en totalité issu de l’article de Wikipédia en anglais intitulé « Women in Guyana » (voir la liste des auteurs).

### Ouvrages
- [PNUD] Rapport sur le développement humain 2023-2024, P.N.U.D., 2024 (lire en ligne), « Tableau 5 : L'indice d’inégalité de genre », p. 294
- [GGGR] (en) Global Gender Gap Report 2024, World Economic Forum, 2024 (ISBN 978-2-940631-89-6, lire en ligne), « Table 1.1 : The Global Gender Gap Index 2024 rankings », p. 12
- (en) Linda Peake et D. Alissa Trotz, Gender, Ethnicity and Place: Women and Identities in Guyana, Psychology Press, 1999 (ISBN 978-0-415-15004-0, lire en ligne)
- (en) David Aicken, From Plantation Medicine to Public Health: The State and Medicine in British Guiana 1838 - 1914 (thèse présentée en vue de l'obtention d'un PhD), Londres, University College, août 2001 (lire en ligne [PDF])
- (en) Henry G. Dalton, The History of British Guiana: Comprising a General Description of the Colony; a Narrative of Some of the Principal Events from the Earliest Period of Its Discovery to the Present Time; Together with an Account of Its Climate, Geology, Staple Products, and Natural History, Longman, Brown, Green, and Longmans, 1855 (lire en ligne)
- (en) Sumita Chatterjee, Indian women's lives and labor: the indentureship experience in Trinidad and Guyana, 1845-1917, University of Massachusetts Amherst, 1997 (DOI 10.7275/37kg-qd57 , présentation en ligne)
- (en) Brinda J. Mehta, Diasporic (dis)locations: Indo-Caribbean Women Writers Negotiate the Kala Pani, University of the West Indies Press, 2004 (ISBN 978-976-640-157-3, lire en ligne)
- (en) John Gafar, Guyana: From State Control to Free Markets, Nova Publishers, 2003 (ISBN 978-1-59033-647-2, lire en ligne)
- [OIT] (en) Suzanne Joseph (éd.), Gender at Work in the Caribbean: Country Report for Guyana, ILO Publishing, 2018 (ISBN 978-92-2-031055-7, lire en ligne)
- (en) Linda Peake, « From Social Bases to Subjectivities : The Case of Red Thread, Guyana », dans D. Bell, R. Keil et G. Wekerle (éds.), Global Cities - Local Places: Issues in Urban Sustainability, Toronto, Black Rose Books, 1996 (lire en ligne [PDF]), p. 147-154
- (en) Karen J. Hall et M. Panitch (dir.), Stories of women with disabilities pursuing employment in Guyana: As employees or as entrepreneurs (mémoire de Bachelor of Arts en études sur le handicap), Université métropolitaine de Toronto, 2005 (S2CID 167358574, lire en ligne [PDF])
- (en) Preity Kumar, Women Lovin' Women: An Exploration of Identities, Belonging, and Communities in Urban and Rural Guyana (thèse présentée dans le cadre du parcours d'obtention d'un PhD), Toronto, Université York, 2018 (OCLC 1362900754, S2CID 232923553, lire en ligne [PDF])
- (en) Marcus Colchester, Jean La Rose et Kid James, Mining and Amerindians in Guyana (rapport final du projet APA/NSI sur l'« Exploration de la perspective autochtone sur la consultation et l'engagement dans le secteur minier en Amérique latine et dans les Caraïbes »), Georgetown, Amerindian People's Association, 2002 (ISBN 978-1896770444, S2CID 131529833)
- Département des affaires économiques et sociales, Annuaire démographique : 2022, Organisation des Nations unies, 24 novembre 2023, 73e éd., 811 p. (ISBN 978-92-1-300083-0, ISSN 0082-8041, e-ISSN 2412-0006, lire en ligne), « Population totale et population urbaine selon le sexe : 2013 - 2022 »
- [PNUD] Rapport sur le développement humain 2023-2024, P.N.U.D., 2024 (lire en ligne [PDF]), « Tableau 5 : L'indice d'inégalité de genre »
- [GGGR] (en) Global Gender Gap Report 2024, World Economic Forum, 2024 (ISBN 978-2-940631-89-6, lire en ligne), « Table 1.1 : The Global Gender Gap Index 2024 rankings »

### Presse scientifique à comité de lecture
- (en) Preethy S. Samuel et Leon C. Wilson, « Structural Arrangements of Indo-Guyanese Family: An Assessment of the Assimilation Hypothesis », Journal of Comparative Family Studies, vol. 40, no 3,‎ 2009, p. 439–454 (ISSN 0047-2328, DOI 10.3138/jcfs.40.3.439, JSTOR 41604291)
- (en) Michael Matera, Linnea Sandin et Maripaz Alvarez, « An Assessment of the State of the Guyanese Diaspora », The Guyanese Diaspora,‎ 1er octobre 2020, p. 3–16 (JSTOR resrep26538.4)
- (en) D. Alissa Trotz et Linda Peake, « Work, family and organising: an overview of the contemporary economic, social and political roles of women in Guyana », Social and Economic Studies, vol. 50, no 2,‎ juin 2001, p. 67–101 (ISSN 0037-7651, JSTOR 27865233)
- (en) D. Alissa Trotz, « Behind the banner of culture? Gender, 'race,' and the family in Guyana », New West Indian Guide / Nieuwe West-Indische Gids, vol. 77, nos 1–2,‎ 1er janvier 2003, p. 5–29 (ISSN 2213-4360, DOI 10.1163/13822373-90002527)
- (en) Maitreyi Das, « Women's Autonomy and Politics of Gender in Guyana », Economic and Political Weekly, vol. 35, no 23,‎ 3-9 juin 2000, p. 1944-1948 (JSTOR 4409361)
- (en) Cecilia McAlmont, « The Participation of Guyanese Women in Politics and Parliament During the Administration of the People's National Congress », History in Action, vol. 2, no 1,‎ avril 2011 (ISSN 2221-7886, lire en ligne [PDF])
- (en) Natalie Persadie, « Getting to one-third? : creating legislative access for women to political space in Guyana » (rapport de recherche), Political Science,‎ 2014 (S2CID 153194968)
- (en) Leon C. Wilson et Claudette Y. Smith, « Gender Role Perceptions in Urban Guyana », International Journal of Sociology of the Family, vol. 23, no 2,‎ 1993, p. 67–86 (ISSN 0020-7667, JSTOR 23029654)
- (en) Kimberly D. Nettles, « Becoming Red Thread Women: Alternative Visions of Gendered Politics in Post-independence Guyana », Social Movement Studies, vol. 6, no 1,‎ 1er mai 2007, p. 57–82 (ISSN 1474-2837, DOI 10.1080/14742830701251336, S2CID 144996411)
- (en) Caroline F. Allen, Morris Edwards, Lisa M. Williamson, Wendy Kitson-Piggott et al., « Sexually Transmitted Infection Service Use and Risk Factors for HIV Infection Among Female Sex Workers in Georgetown, Guyana » [« Utilisation des services de lutte contre les infections sexuellement transmissibles et facteurs de risque d'infection par le VIH parmi les travailleuses du sexe à Georgetown, Guyana »], Journal of Acquired Immune Deficiency Syndromes, vol. 43, no 1,‎ septembre 2006, p. 96–101 (PMID 16885774, DOI 10.1097/01.qai.0000226794.23840.80, S2CID 22675145)
- (en) Lomarsh Roopnarine, « Indo-Caribbean Migration: From Periphery to Core », Caribbean Quarterly, vol. 49, no 3,‎ 2003, p. 30–60 (DOI 10.1080/00086495.2003.11672222, JSTOR 40654409, S2CID 126628238)

### Sources web
- (en) Janet A. Naidu, « Women in Guyana : reflections of their existence, survival and representation », sur The Guyana Journal (version du 27 mars 2023 sur Internet Archive)
- (en) « Guyana » (fiche d'information sur le pays), sur UN Women, ONU Femmes (consulté le 5 novembre 2024)
- (en) Linda Peake, « Low Income Women's Participation in the Housing Process: A Case Study from Guyana » (document de travail), sur Researchgate, University College, Bartlett School of Architecture and Planning, Development Planning Unit, 1986 (consulté le 10 janvier 2021)
- [Health&Life] (en) Manuel Contreras-Urbina et al., « Guyana Women's Health and Life Experiences Survey Report » [PDF], sur le site de l'office des statistiques du gouvernement guyannien (consulté le 7 novembre 2024)
- [Bio Jagan] (en) « Profile of Janet Jagan, O.E. – First Woman President of Guyana », sur le Guyana Chronicle, 19 mars 2010 (consulté le 8 novembre 2024)
- (en) « Guyana’s New Cabinet – August 2020 », sur GSA News, 6 août 2020 (consulté le 9 novembre 2024)
- (en) « Cabinet members », sur le site du Department of Public Information (consulté le 9 novembre 2024)
- (en) « Women in History: Viola Victorine Burnham, Former First Lady, Vice President & Deputy Prime Minister of Guyana », sur Guyanese Girl Rock, 13 février 2013 (consulté le 9 novembre 2024)
- [DOE] (en) « Hon. Dawn Hastings-Williams », sur le site du Department of Environment, 2021 (version du 30 août 2021 sur Internet Archive)
- (en) « Key foreign posts announced », sur Guyana Chronicle, 18 août 2020
- (en) « The World Factbook : Maternal mortality ratio », sur le site de la CIA (consulté le 17 novembre 2024)
- (en) « Educational attainment, at least completed upper secondary, population 25+, female (%) » [« Niveau d'instruction, au moins diplôme d'études secondaires supérieures, population de 25 ans et plus, femmes (%) »], sur World Bank Gender Data Portal (consulté le 17 novembre 2024)Consulter la section « Data Table »
- « Taux de participation à la population active, femmes (% de la population féminine âgée de 15 ans et plus) » (estimation modélisée OIT), sur Banque mondiale (consulté le 17 novembre 2024)Consulter la section « Toutes les économies »
- [IPU] (en) « Monthly ranking of women in national parliaments », sur IPU Parline, Inter-Parliamentary Union, octobre 2024 (consulté le 18 novembre 2024)